# Castigo y estructura social
Castigo y Estructura Social es un libro escrito en 1939 por Georg Rusche y Otto Kirchheimer que analiza el castigo como institución social desde un enfoque marxista. Se trata de una obra seminal en la ciencia criminológica que funda la teoría del conflicto.